# Chiesa di Sant'Urbano (Apiro)
La chiesa di Sant'Urbano, meglio nota con il titolo di collegiata, è la parrocchiale di Apiro, in provincia di Macerata e arcidiocesi di Camerino-San Severino Marche; fa parte della vicaria di San Severino Marche.

## Storia
Dove poi sarebbe sorta la collegiata, nel XV secolo venne edificato un oratorio dedicato a sant'Antonio, che entro il 1615 fu trasformato e rimaneggiato.  Attorno al 1630 papa Urbano VIII, gravemente malato, venne curato dal medico apirese Giovanni Giacomo Baldini, a cui il pontefice, come ringraziamento, concesse dei benefici e donò grandi ricchezze; nel 1656, alla sua morte, il Baldini lasciò al paese tutti i suoi averi.
 Così, poterono iniziare i lavori rifacimento della parrocchiale, condotti su disegno di Antonio Sinibaldi e ultimati nel 1663.  Nel 1741 una scossa di terremoto lesionò il campanile, il quale venne poi restauro su progetto degli architetti Pietro Augustoni e Mattia Capponi; la torre fu nuovamente ristrutturata nel 1987.  Un nuovo sisma provocò nel 1997 ulteriori danni; il necessario restauro venne approvato due anni dopo e nel 2000 presero avvio i lavori, che furono portati a compimento nel 2003.

## Descrizione

### Esterno
La facciata a salienti della chiesa, rivolta a sudest, si compone di un corpo centrale, che presenta nell'ordine inferiore il portale d'ingresso timpanato e in quello superiore, affiancato da due volute, una finestrone rettangolare, e di due ali laterali più arretrate caratterizzate da specchiature.  Annesso alla parrocchiale è il campanile a base quadrata, suddiviso in più registri da cornici marcapiano; la cella, con gli angoli smussati, presenta una monofora per lato ed è coronata dalla copertura a cipolla, poggiante sul tamburo abbellito da timpani semicircolari.

### Interno
L'interno dell'edificio si compone di tre navate, ognuna delle quali consta di tre campate; al termine dell'aula si sviluppa il presbiterio, sopraelevato di un gradino e chiuso dall'abside semicircolare.
Qui sono conservate diverse opere di pregio, tra cui la pala anonima raffigurante Sant'Urbano in contemplazione della Vergine Maria Assunta in cielo, con grandiosa cornice barocca intagliata da Angelo Scoccianti nel 1717, la tela con soggetto San Giovanni Battista nel deserto, eseguita nel 1630-1631 da Valentin de Boulogne, e la Pietà, realizzata da Jusepe de Ribera. In chiesa è anche una Madonna col Bambino e i ss. Costanzo Vescovo e Carlo Borromeo  di Andrea Lilli, del 1612.
In sacrestia è conservata una importante collezione di dipinti secenteschi raccolta da Gian Giacomo Baldini, archiatra di Scipione Borghese e di Urbano VIII, donata alla sua morte nel 1656. Tra esse è una tela con una Presentazione al Tempio attribuita a Baldassarre Croce forse del secondo decennio del Seicento e un'Assunzione della Vergine di Vincenzo Conti, del 1595 - 98 circa.